# Вапанука (Оклахома)
Вапанука (англ. Wapanucka) — місто (англ. town) в США, в окрузі Джонстон штату Оклахома. Населення — 386 осіб (2020).

## Географія
Вапанука розташована за координатами 34°22′25″ пн. ш. 96°25′32″ зх. д. / 34.37361° пн. ш. 96.42556° зх. д. (34.373511, -96.425478).  За даними Бюро перепису населення США в 2010 році місто мало площу 1,76 км², з яких 1,74 км² — суходіл та 0,02 км² — водойми.

## Демографія
Згідно з переписом 2010 року, у місті мешкало 438 осіб у 170 домогосподарствах у складі 111 родини. Густота населення становила 249 осіб/км².  Було 216 помешкань (123/км²).
Расовий склад населення:
| - 75,8 % — білих - 12,8 % — корінних американців - 0,7 % — азіатів - 0,2 % — чорних або афроамериканців |

До двох чи більше рас належало 10,3 %. Частка іспаномовних становила 7,5 % від усіх жителів.
За віковим діапазоном населення розподілялося таким чином: 31,3 % — особи молодші 18 років, 53,4 % — особи у віці 18—64 років, 15,3 % — особи у віці 65 років та старші. Медіана віку мешканця становила 33,7 року. На 100 осіб жіночої статі у місті припадало 95,5 чоловіків;  на 100 жінок у віці від 18 років та старших — 95,5 чоловіків також старших 18 років.
Середній дохід на одне домашнє господарство  становив 44 683 долари США (медіана — 29 583), а середній дохід на одну сім'ю — 42 708 доларів (медіана — 31 786). Медіана доходів становила 34 167 доларів для чоловіків та 27 188 доларів для жінок. За межею бідності перебувало 35,1 % осіб, у тому числі 41,3 % дітей у віці до 18 років та 26,9 % осіб у віці 65 років та старших.
Цивільне працевлаштоване населення становило 129 осіб. Основні галузі зайнятості: освіта, охорона здоров'я та соціальна допомога — 34,9 %, виробництво — 11,6 %, сільське господарство, лісництво, риболовля — 10,9 %.